# Albert Boardman
Albert Boardman (4 tháng 12 năm 1870 – 1943) là một cầu thủ bóng đá người Anh thi đấu ở Football League cho Stoke.

## Sự nghiệp
Boardman sinh ra ở Stoke-upon-Trent và liên kết với Burslem Port Vale trước khi gia nhập Stoke năm 1895. Ông là thủ môn dự bị cho George Clawley và chỉ có 4 lần ra sân tại First Division trong hai mùa giải. Sau đó ông tiếp tục thi đấu cho đội bóng non-league Dresden United.

## Thống kê sự nghiệp
Nguồn:
| Câu lạc bộ          | Mùa giải            | Hạng                | Giải vô địch | Giải vô địch | Cúp FA | Cúp FA | Tổng | Tổng |
| Câu lạc bộ          | Mùa giải            | Hạng                | Trận         | Bàn          | Trận   | Bàn    | Trận | Bàn  |
| ------------------- | ------------------- | ------------------- | ------------ | ------------ | ------ | ------ | ---- | ---- |
| Burslem Port Vale   | 1894–95             | Second Division     | 0            | 0            | 0      | 0      | 0    | 0    |
| Stoke               | 1895–96             | First Division      | 3            | 0            | 0      | 0      | 3    | 0    |
| Stoke               | 1896–97             | First Division      | 1            | 0            | 0      | 0      | 1    | 0    |
| Tổng cộng sự nghiệp | Tổng cộng sự nghiệp | Tổng cộng sự nghiệp | 4            | 0            | 0      | 0      | 4    | 0    |